# Cannstatter Volksfest
 (avril 2021).
Si vous disposez d'ouvrages ou d'articles de référence ou si vous connaissez des sites web de qualité traitant du thème abordé ici, merci de compléter l'article en donnant les références utiles à sa vérifiabilité et en les liant à la section « Notes et références ».

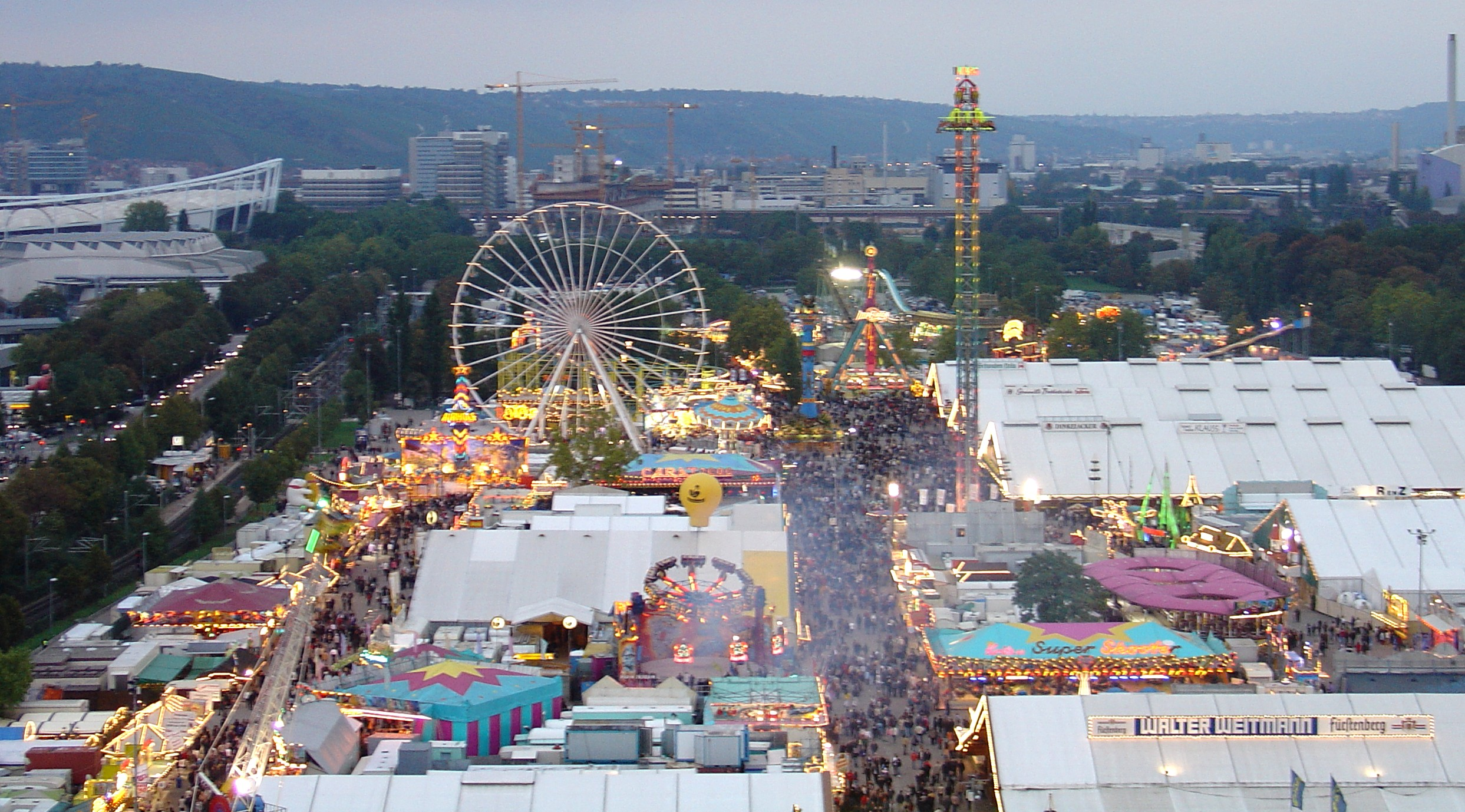
Vue sur la fête.

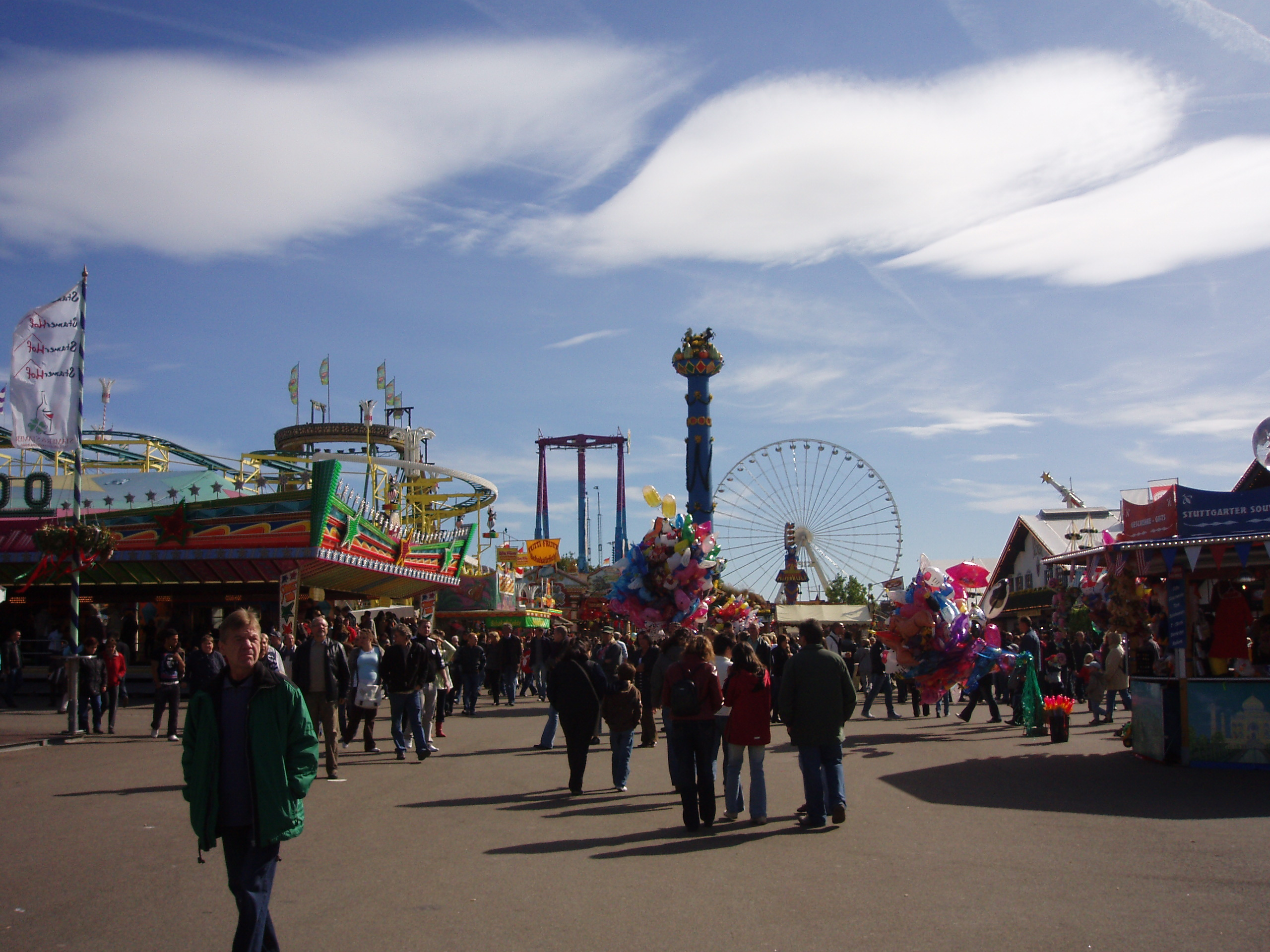
Cannstatter Volksfest 2008.

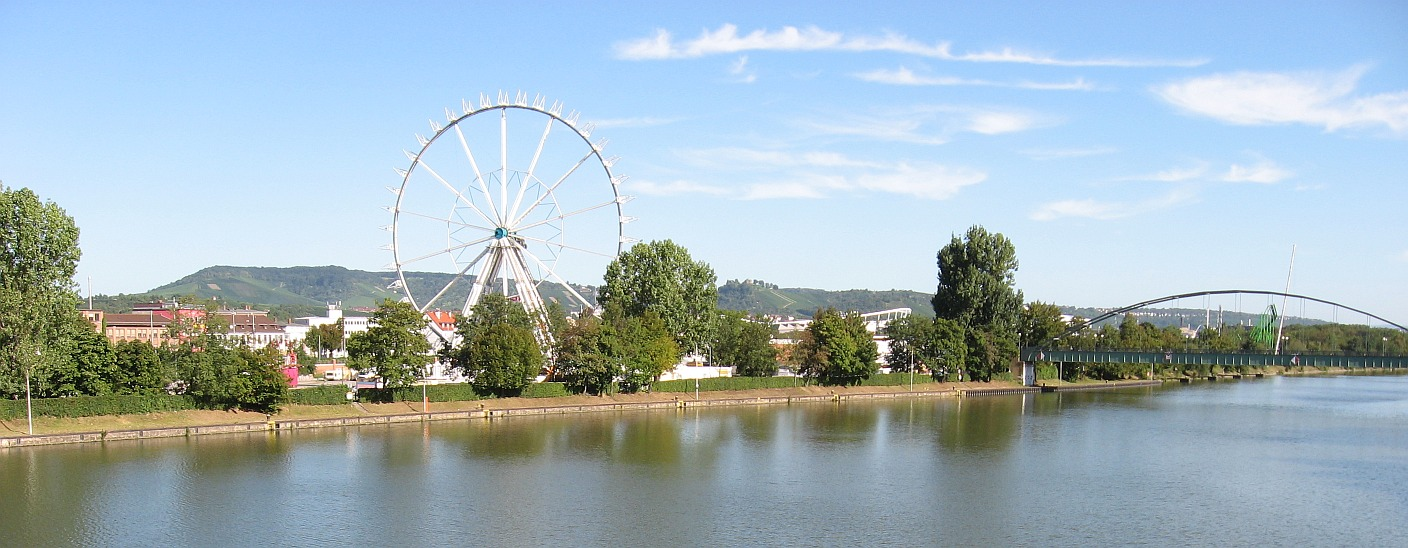
Vue du Neckar et de la fête.

La Cannstatter Volksfest (parfois appelée Cannstatter Wasen ou Wasen) est une fête foraine allemande d'une durée de deux semaines et qui se déroule de fin septembre à début octobre à Stuttgart sur la Cannstatter Wasen dans le quartier de Bad Cannstatt. Son équivalent printanier est la Stuttgarter Frühlingsfest.

## Historique
La superficie de la Cannstatter Wasen est d'environ 35 hectares. La fête débute en général une semaine après sa concurrente munichoise : l'Oktoberfest et un mois après la fête du vin de Stuttgart.
Selon son directeur Andreas Kroll, la fête a accueilli 4,2 millions de visiteurs en 2006 pour la 161e édition. Cela en fait une des plus grandes fêtes foraines d'Allemagne. L'Oktoberfest étant avec environ 7 millions de visiteurs de loin la plus grande.
Comme sur la fête munichoise, la fête est un mélange d'attractions de tout type et de tentes où l'on vient boire de la bière ou (particularité de la Cannstatter Wasen) du vin.